# الوارثون (رواية كونراد وفورد)
الوارثون: قصة متطرفة (1901)، رواية خيالية شبه علمية تعاون عليها فورد مادوكس فورد وجوزيف كونراد. تنظر الرواية في التطور العقلي للمجتمع وما هي مكاسب وخسائر هذه العملية. كُتبت قبل الحرب العالمية الأولى، ويبدو أن موضوعاتها المتعلقة بالفساد وتأثير القرن العشرين على الأرستقراطية البريطانية تتنبأ بالتاريخ. نُشِرت لأول مرة في لندن من قبل وليام هاينمان وفي وقت لاحق من نفس العام في نيويورك من قبل مكلور وفيليبس أند كومباني.
في الرواية، تُستخدم استعارة «البعد الرابع» لتفسير التحول المجتمعي من خلال جيل من الناس لديهم قيم ترابط تقليدية، يغلب على أمرهم جيلٌ حديث يؤمن بالنفعية، ويستخدم القوة السياسية بقسوة لإسقاط النظام القديم. الراوي فيها هو كاتب طموح يقوم بنفسه بعملية انتقال مماثلة على المستوى الشخصي فقط ليشعر بأنه فقد كل شيء.

## مقدمة الحبكة
الوارثون هم نوع من الماديين الباردين، يطلقون على أنفسهم «من البعد الرابع»، ومهمتهم هي احتلال الأرض. آرثر، كاتب إنجليزي فاشل، يلتقي بامرأة رائعة بالمصادفة، ويبدو أنها تتحدث في الاستعارات. تدعي أنها من البعد الرابع ولاعبة رئيسية في خطة «لاستيراث الأرض». يذهب كل منهما في طريقه المنفصل مع تعهدها له بأنهما سيلتقيان مرارًا وتكرارًا..
في لقائهما التالي، تكشف المرأة بحرية عن «هويتها» وهوية اثنين أخريين في دائرتهما، أحدهما وزير في الحكومة (تشارلز غورنارد) وفوكس، محرر ورقة جديدة - يتنافسون جميعًا مع بعضهم البعض. إذ اكتسبت اسمه وتظاهرت بأنها أخته، وغزت أولاً عائلته الأرستقراطية التي تعيش بكفافٍ من خلال تمويل التحسينات في عقاراتهم، حتى تنتقل مع عمته، إلى باريس. في كل مرة تظهر فيها، تكون على اتصال أكبر بشخصيات سياسية بارزة، وتبدو أكثر جمالًا وجاذبيةً لدى آرثر. 

## ملخص الحبكة
يقدم المؤلفان القصة من خلال مجازات الخيال العلمي مثل الصدف الغريبة، والإدراك الفائق للحواس، وتأثيرات الإضاءة غير المكتشفة، والرؤى المشوهة، والترددات الصوتية غير الطبيعية والمشاهد التي تتحول إلى أخرى - إشارةً إلى التهديد الأساسي النابع من عدم الاستقرار والذي يحرك الرواية. تُسرَدُ القصة من خلال عيون آرثر، وهو كاتب تحول إلى صحفي ويشعر أنه يعرض فنه للخطر. على الرغم من أن آرثر في البداية يحتفظ بمُثُل عالية (فهو يقدر «الأدب» على الصحافة، والأنواع الأدبية القربانية على الانتهازيين)، إلا أنه ينجرف تدريجياً بعيدًا عنهم لأنه يريد أن يكون شخصًا ما.
بعد مساسه بعمله أولاً، وهوسه بالمرأة، يُغوى للاعتقاد بأن لديه فرصة معها. ويعتقد كذلك أن لديه خيارًا بين التخلص التدريجي من دون أن يكون له أثر أو أن يكون «واحدًا منهم»، أحد أفراد الدائرة الداخلية التي ترث السلطة معهم. إنها تختاره بدقة لضعفه: إحساسه بالفشل والعجز ككاتب بحاجة إلى أهمية؛ عزلته ورغبته في الانضمام إلى المجتمع؛ غطرسته وانفتاحه على الحصول على الاهتمام. على الرغم من أن أسبابها لإدخال آرثر في اللعبة ليست واضحة في البداية، لكنها معقدة. آرثر حتما هو أداة لإسقاط خصمها. 

## روابط خارجية
- الوارثون (رواية كونراد وفورد) على موقع الموسوعة البريطانية (الإنجليزية)